# ビル・コンティ
ビル・コンティ（Bill Conti、1942年4月13日 - ）は、アメリカ合衆国の作曲家。主に映画音楽とテレビドラマの劇伴の分野で活動している。ロードアイランド州プロビデンス出身。イタリア系アメリカ人。
『ロッキー』シリーズのテーマ音楽「ロッキーのテーマ（Gonna Fly Now）」が、手がけた楽曲として最も有名。ジョン・G・アヴィルドセン監督の映画や、シルヴェスター・スタローンの出演作品を手がけることが多い。
また、アカデミー賞の授賞式で音楽監督を過去最多の19回、担当していることでも知られる。

## 主なフィルモグラフィ

### 映画音楽
- 『ハリーとトント』 - Harry and Tonto (1974年)
- 『ロッキー』 - Rocky (1976年)
- 『グリニッチ・ビレッジの青春』 - Next Stop Greenwich Village (1976年)
- 『結婚しない女』 - An Unmarried Woman (1978年)
- 『フィスト』 - F.I.S.T. (1978年)
- 『パラダイス・アレイ』 - Paradise Alley (1978年)
- 『アンクル・ジョー』 - Uncle Joe Shanno (1978年)
- 『ロッキー2』 - Rocky II (1979年)
- 『或る上院議員の私生活』 - The Seduction of Joe Tynan (1979年)
- 『グロリア』 - Gloria (1980年)
- 『プライベート・ベンジャミン』 - Private Benjamin (1980年)
- 『勝利への脱出』 - Escape to Victory (1981年)
- 『007 ユア・アイズ・オンリー』 - For Your Eyes Only (1981年)
- 『ロッキー3』 - Rocky III (1982年)
- 『探偵マイク・ハマー 俺が掟だ!』 - I, the Jury (1982年)
- 『ライトスタッフ』 - The Right Stuff (1983年)
- 『バッド・ボーイズ』 - Bad Boys (1983年)
- 『殺したいほど愛されて』 - Unfaithfully Yours (1984年)
- 『ベスト・キッド』 - The Karate Kid (1984年)
- 『ベスト・キッド2』 - The Karate Kid, Part II (1986年)
- 『F/X 引き裂かれたトリック』 - F/X (1986年)
- 『ブロードキャスト・ニュース』 - Broadcast News (1987年)
- 『死にゆく者への祈り』 - A Prayer for the Dying (1987年)
- 『マスターズ/超空の覇者』 - Masters of the Universe (1987年)
- 『ニューヨーク恋物語』 - I Love N.Y. (1987年)
- 『この愛に生きて』 - For Keeps (1988年)
- 『ジャッカー』 - Cohen and Tate (1988年)
- 『背信の日々』 - Betrayed (1988年)
- 『ロックアップ』 - Lock Up (1989年)
- 『ベスト・キッド3/最後の挑戦』 - The Karate Kid, Part III (1989年)
- 『対決』 - The Fourth War (1990年)
- 『ロッキー5/最後のドラマ』 - Rocky V (1990年)
- 『スカウト/涙の81球』 - The Scout (1994年)
- 『ベスト・キッド4』 - The Next Karate Kid (1994年)
- 『サバイバル・ガイド』 - Bushwhacked (1995年)
- 『トーマス・クラウン・アフェアー』 - The Thomas Crown Affair (1999年)
- 『ヴァン・ダム IN コヨーテ』 - Inferno (1999年)
- 『シルベスター・スタローン ザ・ボディガード』 - Avenging Angelo (2002年)
- 『ロッキー・ザ・ファイナル』 - Rocky Balboa (2006年)

### テレビドラマ音楽
- 『ダイナスティ』 - Dynasty (1981年-1989年) ※テーマ音楽のみ
- 『女刑事キャグニー&レイシー』 - Cagney & Lacey (1982年-1988年) ※テーマ音楽のみ
- 『忍者ジョン&マックス』 - The Master (1984年) ※テーマ音楽のみ
- 『南北戦争物語 愛と自由への大地』 - North and South (1985年)

## 受賞歴

### アカデミー賞
- 1976年 歌曲賞ノミネート：「ロッキーのテーマ」 - "Gonna Fly Now" ※『ロッキー』
- 1981年 歌曲賞ノミネート：「007/ユア・アイズ・オンリー」 - "For Your Eyes Only" ※『007 ユア・アイズ・オンリー』、歌・シーナ・イーストン
- 1983年 作曲賞受賞：『ライトスタッフ』

### エミー賞
- 1986年音楽賞(劇中曲賞、ミニシリーズ/スペシャル番組部門)ノミネート：『南北戦争物語 愛と自由への大地』